# 越南劳动党南方局

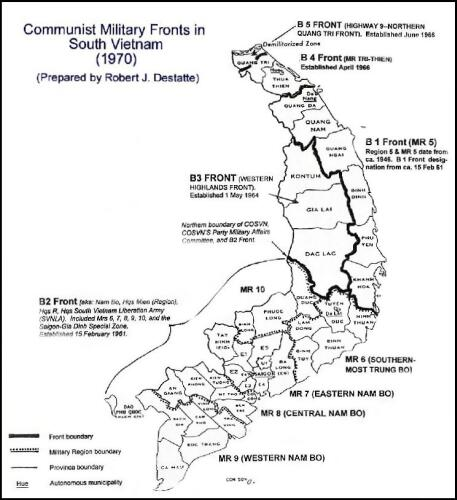
南方局自1965年至1975年负责南越的南半部（即B2战场）的党、政、军各方面工作。

越南劳动党南方局（越南语：／?，即“南方中央局”；英语: Central Office for South Vietnam，缩写为：COSVN，发音近似为「CŎS-vĭn」），分别在1951-1954年领导南越的抗法独立战争与1961-1975年领导南越抗美救国战争两度设立。在越南战争中，越南劳动党南方局领导着在南越的劳动党组织的活动。
1961年1月23日，越南劳动党中央执行委员会第3次会议决定设立南方局，领导南越的革命活动。为保密起见，使用B2战场、R战场的代号。南方局最初领导整个南越范围。1965年随着美军地面部队大规模参战，南方局负责的地区调整为北起第6军区（包括林同省、宁顺省、平顺省），南到越南最南端的金瓯省。而宁顺省以北到十七度线的地区由越南劳动党中央直接领导。

## 历史

### “特种战争”时期（1961年―1964年）
1961年2、3月间，美国肯尼迪政府研究了“反游击”战术计划和对南越的军事援助方案，提出了针对民族解放武装斗争的“特种战争”，即：美国出钱、出武器并派出军事顾问，训练南越政府军进行反游击战争。1961年5月美国肯尼迪政府与吳廷琰西贡政权联合发表了镇压南越民族解放运动的特种战争联合公报，包括美国扩大对南越援助、扩充南越军队至60万人、使用美国专家、美军顾问下到连一级单位负责训练与指挥、美国特种部队参战、建立了美国軍事援助越南司令部、在农村地区推行集村并户的“战略村”计划等8点措施。
1961年10月在同奈省根据地举行了书记阮文灵，副书记武志公, 常委武文杰等人参加的南方局第一次会议。会议决定了第五区党的书记、副书记人选；决定成立1、2、3、4区委取代以前的联省（越南语：／?）委员会；决定把南方局迁到西宁省北部根据地；考虑到一年前成立的越南南方民族解放阵线一直没有领导人，决定任命阮友寿律师为解放阵线主席并安排从西贡政权监狱里越狱营救阮友寿。1961年10月30日阮友寿从富安省绥和市越狱成功，11月抵达西宁省北部根据地。
1962年1月1日，南方局宣布越南人民革命党成立并宣告了行动纲领。1962年2月，越南南方民族解放阵线在西宁省北部根据地召开了第一届大会，阮友寿当选主席。解放阵线的武装力量是越南南方人民解放武装力量，司令员（越南语：／?）陈文光少将，政委由南方局军事委员会书记担任，当时是阮文灵任此职。
1963年10月，越共中央大幅度调整了南方局的领导。越南人民军副总参谋长陈文茶南下接替了陈文光的总指挥职务。同年，黎德英南下就任参谋长。

### 越南战争升级到“局部战争”时期（1964年―1973年）
南越的特种战争进入到第四个年头，越共武装已经捣毁了大部分“战略村”，并在湄公河三角洲取得全歼南越陸軍一个营的战绩，标志着美国出钱出枪3出顾问的特种战争的垮台，美国面临着战争升级的压力。1964年8月，东京湾事件爆发，美军出动飞机轰炸北部越南，美国众议院通过法案授权约翰逊总统在东南亚可以使用武力从事战争，越南战争升级进入了最为残酷的美军直接大量投入地面战争的阶段。1964年10月，越共中央派阮志清大将南下就任南方局书记、南方局军事委员会书记，阮文灵转任南方局副书记。阮志清向南方局传达了越共三届九中全会在新形势下的一系列决议，调整了南方局的组织与工作范围；确定北起宁顺省，南到金瓯省由南方局直接领导，宁顺省以北至十七度线由越共中央直接领导；分工武志公为五区区委书记兼第5军区政委。
1967年7月，阮志清因心脏病突发去世。越共中央派遣政治局委员范雄南下接替阮志清的南方局书记、南方局军委书记职务；中央委员黄文泰南下就任南方局副书记、南方局军委副书记。
1968年初，政治局委员黎德寿任南方局副书记，同年5月转任外交谈判工作。为加强工作，阮文灵兼任西贡-堤岸-嘉定特区党委书记。这年上半年，春节攻势双方展开全面激战。
1969年6月6日，在西宁省北部根据地召开了越南南方民族解放阵线大会，决定成立越南南方共和国临时革命政府，黄晋发任主席。

### 越南战争“越南化”时期（1973年―1975年）
- 司令员 陈文茶上将
- 政治委员 范雄
- 副司令 黎德英上将
- 副政委 黎文想上将
- 第4军军长黄琴

### 1975年春季决战时期
1975年4月9日，越共政治局代表黎德寿、总参谋长文进勇大将来到位于西宁省禄宁的南方局所在地召开会议，决定成立解放西贡前线指挥部（越南语：／?），代号A75部队：
- 司令员 文进勇大将
- 政治委员 范雄
- 副司令 陈文茶上将
- 副司令 黎德英上将
- 副司令 丁德善（Đinh Đức Thiện）上将
- 参谋长 黎玉贤（Lê Ngọc Hiền）少将

1975年4月1日，指挥部更名为“胡志明战役指挥部”（Bộ chỉ huy chiến dịch Hồ Chí Minh）。4月22日，增补黎仲迅（Lê Trọng Tấn）为副司令，黎光和（Lê Quang Hòa）中将为副政委。阮洪州（Nguyễn Hồng Châu）负责战役指挥部的警卫工作，代号D1。指挥部跟随越军第3军之后，从北路沿22号公路逐步向西贡推进。阮文灵作为副书记带领南方局其余部分留在老根据地继续指挥B2战场其它部分的战斗。由武志公与梅志寿（后为内务部长、大将）负责西贡接管工作。西贡解放后，越共中央任命陈文茶上将为西贡军事管制委员会主席。5月2日，南方局机关全部迁入西贡市。

## 组织结构

### 历任南方局书记
- 黎笋 (1951-1954)
- 阮文灵 (1961-1964)
- 阮志清 (1964-1967)
- 范雄 (1967-1975)

### 南方局军事委员会
南方局军事委员会前身是1961年2月15日根据政治局与中央军委指示统一指挥南方的武装力量而成立的“南方人民解放武装力量指挥部”，当时的组成人员为
- 陈良 (Trần Lương) - 南方局军事负责人 (即陈南忠，越文:Tran Nam Trung, 1969年-1976年任越南南方共和国临时革命政府国防部长)
- 范太平 (Phạm Thái Bường) - 南方人民解放武装力量政委，负责从北方运进武器。65年任南方局常委；69年任第九区党委书记，74年1月29日因重病在九区解放区去世。
- 陈文光少将 - 越南南方人民解放武装力量司令员
- 阮友战少将(Nguyễn Hữu Xuyến) - 越南南方人民解放武装力量副司令（1965-1974）
- 范文枢(Phạm Văn Xô) - 后勤部长。后任南方局常委、副书记，负责经济财政工作。

不久，范太平转任其他工作，陈良兼任政委一职。
1963年10月，政治局与中央军委指示成立南方解放军指挥部与同级党委，不久后称南方解放武装力量司令部与南方局军事委员会。组成人员有：
- 阮文灵 - 越共中央委员、南方局书记兼南方局军委书记
- 陈文茶中将 - 越南人民军副总参谋长兼南方人民解放武装力量司令员
- 陈渡(Trần Độ)少将 - 南方人民解放武装力量副政委

### 南方局安全委员会
南方局安全委员会（越南语:Ban An ninh）负责南方解放区的公安工作。潘文當（Phan Văn Đáng）为主任，高登佔（Cao Đăng Chiếm）为副主任，黃越勝（Huỳnh Việt Thắng）为委员。1968-1974年范太平（Phạm Thái Bường）为主任。1974年到解放，高登佔为主任.

### 南方局办公室
负责南方局领导的工作、生活、秘书参谋助理等工作，代号C15。南方局组建后办公室领导有：
- 主任(越南语: Chánh Văn phòng)-Lê Vụ (Bảy Thành).
- 副主任-Châu Quốc Tuấn (Ba Kiếng).
- 副主任-Nguyễn Văn Đậu (Bảy Xuội).
- 副主任-Bảy An.

经过多次干部调整与补充，1972-1975年期间办公室负责人是：
- 主任-Châu Quốc Tuấn
- 副主任-Vũ Đức (Tám Nhân)
- 副主任-Nguyễn Văn Sáu (Sáu Bằng)
- 副主任-Phạm Ngọc Lân (Mười Tê)
- 副主任-Tô Bửu Giám (Năm Giám)

机关行政事务负责人为Chín Kỷ, Ba Hùng。保卫工作由Nguyễn Chín Dũng (Chín Dũng)直接负责。

### 研究、统计、综合委员会
是一个参议咨询机关，代号C16，为南方局领导抗战做出了很多贡献。最初设立时，由办公室主任兼管。后南方局设立研究委员会，由南方局领导直管。
- 主任(越南语:Trưởng ban): Vũ Đức (Tám Nhân), 1973年3月北上，由Lê Thái Hiệp接任。
- 副主任: Nguyên Văn Tuấn (Ba Tuấn)、 Trần Quang Chiêu (Ba Văn)。
- 成员有: Phạm Dân (Ba Hương), Nguyễn Bá Thọ (Mười Trận), Nguyễn Văn Tốt (Hai Bình), Lê Văn Thâm (Chín Sanh), Đào Phúc Lộc (Năm Đời, Năm Thu), Nguyễn Tấn Khế (Mười Sương), Tăng Anh Dũng (Sáu Thơ), Bùi Thị Nga (Bà Tám Chí-黄晋发的妻子), Nguyễn Thanh Cương (Tư Cương), Nguyễn Văn khá (Sáu Việt), Vũ Ngọc Lân (Tám Lân), Nguyễn Văn Tiên (Sáu Chí), Nguyễn Văn Tấn (Sáu Lực ), Năm Thạnh, Hai Nhẫn, Nguyễn Như Ý (Năm Chữ), Nguyễn Ngọc Sơn (Chín Cầm), Lê Trí Dũng, Huỳnh Thanh Xuân, Hữu Chí...

C16的管理事务负责人：Phụ trách quản trị C16: Tư Hội,Tư Sơn, Sáu Phát。

### 重点区
1967年10月25日，南方局决定撤销第七军区和西贡军区，设立重点区，代号为B23，后改为B24。书记阮文灵、副书记武文杰。下设六个分区：
- 第一区包括西贡市西北部郊县：纠支县、旭门县、旧邑郡、西宁省盏盘县（今盏盘市社）部分地区、平阳省𤅶葛县（今𤅶葛市社）、油汀县。区委书记Phan Đức（Tư Trường）， 司令员Trần Đình Xu（Ba Đình），于1969年在战斗中牺牲。
- 第二区包括西贡市西部堤岸市及远郊：新平郡、第三郡、第五郡、第六郡以及隆安省北部地区。区委书记Phan Văn Hân（Hai Xang）、副书记Võ Trần Chí。司令员Hai Thanh。1968年春节攻势后，书记Phan Văn Hân被捕并被秘密处决，司令员Hai Thanh投敌，第二区并入第三区。
- 第三区包括西贡市南部的第二郡、第四郡、第七郡、第八郡与茹𦨭县，以及隆安省东部地区。区委书记Nguyễn Văn Chính（Chín Cần）。司令员Tư Thân（Huỳnh Văn Mến）。后来以第三区领导班子为主，第二、三区合并为第二三区。
- 第四区包括西贡市中心、城市东部及东南部的第一郡、第九郡盛美西坊（现隶属第十二郡）、守德郡、同奈省的隆城县、仁泽县。司令员Tám Quang（Năm Quyết）、Lê Quang Thành（Tư Thành）。
- 第五区包括西贡市北部的郊县：富润郡、平阳省的平和郡、以安县（今以安市）、莱眺郡（今顺安市）、富教县、新渊县（今新渊市社）。区委书记Hoàng Minh Đạo（Năm Thu）。司令员Ba Sinh（Nguyễn Văn Ngọt、别名Nguyễn Chí Sinh、1968年被捕后叛变）。
- 第六区是西贡市内不按照地区划分的力量，如别动队、特工、城市工会、华人工作、知识分子工作、宣传力量。书记Võ Văn Kiệt、后任Trần Bạch Đằng、梅志寿。军事司令员Trần Hải Phụng、司令员Biệt động（F.100）、Nguyễn Đức Hùng（Tư Chu、Ba Tam）。政委Minh Dũng、副司令员Tâm Thành、Trần Minh Sơn、Nguyễn Văn Hát.

为准备1968年春节攻势，“重点区”划分为两个前方指挥部：
- 北路前方指挥部：司令员兼政委陈文茶、副政委梅志寿。
- 南路前方指挥部：负责人武文杰、Lê Đức Anh、Trần Hải Phụng、Trần Bạch Đằng。阮文灵跟随这一路到达了西贡郊区的堤岸市一带。

### 行政、组织部门
代号C11、C13，负责文书的收发、打印、存储、内部交换，干部考核选拔、内部除奸保卫。负责人有Phan Phát Phước (Tám Đen), Sáu Hiền, Phạm Minh Tâm (Tư Hòa), 等。副手有： Trần Hoành (Năm Hoành), Võ Thanh Duy (Tám Duy), Tám Hiệp ...

### 机要部门
分为负责机要工作管理的C62与编制在南方局办公室直接为南方局领导服务的C21. 主任: Nguyễn Văn Hằng (Chính, Chín Ròm)； 副主任: Trần Tấn Liên (Tư Liên), Nguyễn Hoàng, 委员由: Sáu Thảo, Bảy An. 室领导Nguyễn Văn Dầy负责译电, Phạm Minh Đức (Năm Nhỏ)负责研究技术密钥. Trần Tấn Liên负责编制在南方局办公室的那部分机要工作。

### 通信部门
负责南方局对上、对下的不间断的通信组网。其中R部门负责技术、电报、电话、工厂、无线电台等通信领域的技术与行政管理工作，主任：Nguyễn Thành Danh (Sáu Đại), 副主任: Đỗ Bông, 委员：Bùi Văn Nê, Vũ Đức Ban；南方局办公室中的C25负责无线通信，通常要设在远离机关驻地的地方以防敌军无线电测向而暴露了南方局，C25的负责人Tám Mai；南方局办公室中的B19负责机关内部的有线通信，负责人Năm Tập。1973年美军撤离后，南方局的通信部门能保障与南方人民解放武装力量指挥部、军区、部队甚至与党中央的有线通信。

### 后勤管理部门
这一部门包含很多业务，如财务、粮秣、服装缝纫、运输、仓储、医院等约300人，代号是C17-B9。特别是医院（代号C18）总是住满了疟疾、蛇咬以及其它伤病员，医院有50名工作人员，其中5名医生、8名医士、10名医佐、1名牙医、药房有2名药剂师、4名X光医生。医务委员会大约有20人，特别是医生Trương Công Trung与Nguyễn Thiện Thành直接负责领导人保健。南方局办公室副主任Nguyễn Văn Sáu (Sáu Bằng)分管后勤、后勤主任Nguyễn Hữu Tân (Năm Mộc)、后勤副主任有Ba Quế、Tư Quý、Ba Dần、Mười Trường。

### 军邮交通系统
1962年6月2日成立，代号为军邮交通R。任务是保证南北方之间、南方局到各战场的机要交通联络的畅通。R系统的代号A7的第45队负责南方局对下的机要交通工作。机要信函交换中心站A7设在尽量靠近南方局机关的附近。A7的领导是Trịnh Văn Thành (Sáu Thành)), 后任是Sáu Đờn和Năm Châu. R系统的主任是Nguyễn Chí Quyết (Dụng), 副主任Trần Văn Thâm (Ba Cao), Nguyễn Văn Hóa (Sáu Tiến), 委员有：Trần Nam Thống (Đức). 后来领导层更换为：主任Trần Thắng Minh (Hai Quang), 副主任Nguyễn Ba (Ba Cao), Trần Nam Thống, Trịnh Văn Thành (Sáu Thành).南方人民解放武装力量有自己的机要交通系统，叫做第559队，负责机要信函交换中心站的是指挥部的第3室。南方局还有一条代号A-53的通过水路连接到国外的机要邮路。

### 警卫系统
南方局机关需要高度的安全、高度的机动、尽可能接近南方人民解放武装力量指挥部。最初是由南方人民解放武装力量的部队担任警卫。后来专门设立一支由南方局办公室直接指挥的安全区（An Toàn Khu，缩写ATK）武装。再后来发展成为第180警卫队，由南方局安全委员会指挥，实际指挥员是Tám Lê Thanh。到1968年，形成了一个装备强大火力的独立营，称作警卫第1营，代号D1. 1970年6月驻柬埔寨境内时，警卫第1营开始装备吉普车与本田90毫升摩托车，以便在紧急情况下有更强的机动能力。历任营长：Đào Tiên Thưởng (Năm Ngọc Minh)、Phan Văn Khi (Tư Châu lớn); 历任营政委： Nguyễn Văn Hiền (Năm Hiền)、Nguyễn Văn Sơn (Năm Sơn)、Nguyễn Hồng Châu (Tư Châu nhỏ)；历任副营长：Dương Văn Giáo (Năm Giáo)、 Phạm Thành Thái (Mười Thái)。1976年1月24日警卫营荣获越南人民武装力量英雄称号。

### 1961-1975年南方局机关的活动区域
在15年抗美救国战争中，南方局的驻地大约有40处。从西宁省的西北战区、到柬埔寨，最后驻Romduol直到解放西贡。
1. 1961-1962年，南方局在第7军区驻地附近成立，驻地同奈省永久县（Vĩnh Cửu）的Phú Lý村已经成为越南的历史纪念地。
2. 1962-1967年，南方局迁往西宁省北部的Chàng Riệt - Núi đất、以及Chrak Rumduol （页面存档备份，存于）新区。
3. 1967-1969年，南方局驻在热带森林里，西宁省越柬边界附近Ca-Tum的东北部，接近Phum Baphloam （页面存档备份，存于）。
4. 1969-1970年，原驻地暴露遭到美国B52反复轰炸，南方局机关迁到柬埔寨“鱼钩”地区，即西贡河在柬埔寨境内一带地区，在Phum Choam Kravien （页面存档备份，存于）东部,Phumi Stoeng Srei （页面存档备份，存于）南部。
5. 1970-1973年，战争扩大到整个印度支那，美军与南越军队侵入柬埔寨湄公河以东地区，柬埔寨全境爆发红色高棉与朗诺政权的内战。南方局迁到柬埔寨桔井省湄公河西岸。
6. 1973-1975年: 由于美军退出战争，南方局机关迁回西宁省Phum Rumduol （页面存档备份，存于）地区.
7. 1975年5月2日，北越軍攻下西貢後，南方局机关迁入西贡首德郡（Thủ Đức）国家警察学院旧址。1975年12月31日在南方局完成历史使命三个月后正式结束。

## 追杀南方局
南方局一直是美军与南越軍搜寻与摧毁的最重要目标。战争期间遭到了很多次的轰炸、空降、地面突袭。
- 1963年2月3日，在西宁省南方局机关驻地使用72架次的C-47运输机空投伞兵，Phạm Văn Khi指挥代号的C260警卫部队拦截阻击，掩护南方局突围；
- 1966年1月6日，B-52轰炸机猛烈袭击了位于叻山（英语：Nui Dat）的阮志清大将的指挥部。随后派出澳大利亚参加越战的部队占领了此地，到当年7月建成一个可以坚守的军事要冲基地，周围4000米内的居民全部清出建成无人区。
- 1967年2月，美军发动了越战以来对解放区最大规模的剔抉扫荡，以发现并消灭南方局机关。这是美国在越南的第二个旱季攻势，美军司令魏摩蘭已经向美国国会许诺将一举消灭在越柬边界丛林中的“越共”总部，从而能在1967年下半年开始撤军。为此，出动了4万5千人，包括美軍第1步兵師、美军第25步兵师、美軍第4步兵師、美軍第9步兵師、美軍第196輕步兵旅、美軍第173空降旅、南越海军陆战隊、別動隊第4营（Make-Force）及其它军兵种支援部队。战场西起东威古河，东到西贡河，北界柬埔寨边界，仅有1500平方公里。最初，南方局机关完全在美军扫荡打击合围圈内。但经过53天艰苦残酷的反扫荡战斗，美军未能达成战役目的。

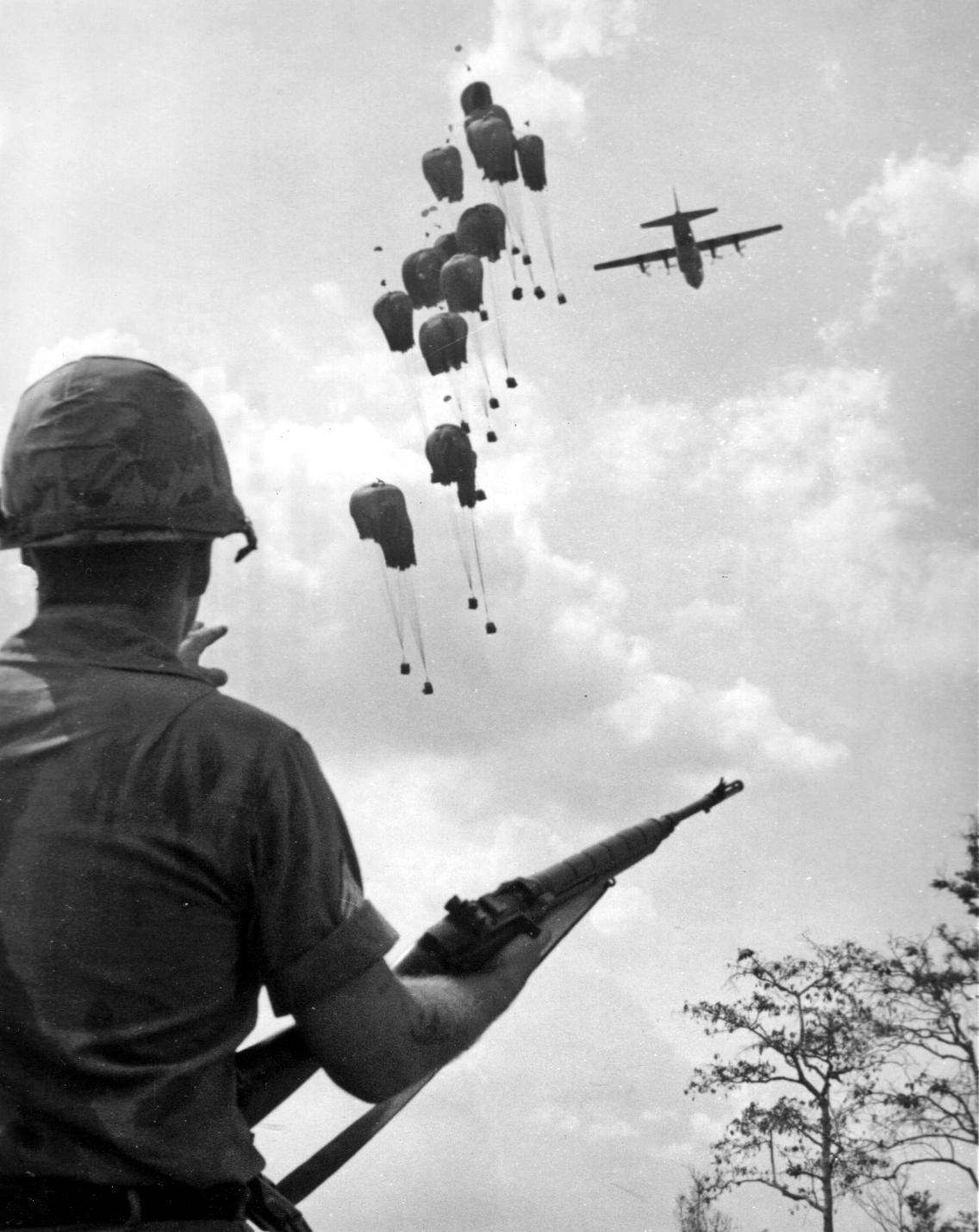
章克申城行動中的空降奇袭作战

- 1967年12月上旬，美军又对西宁省北部的南方局机关活动的地区发动扫荡。南方局机关被迫向东穿过数条美军坦克摩托化部队封锁线、渡过芒河的深水，进入13号公路地区。一直到次年春节攻势美军被迫南撤，南方局机关才安顿下来。
- 1968年1月4日，留在西宁省老解放区的部分南方局机关工作人员在穿越森林运粮途中与美军特种部队遭遇，战斗中黄晋发（越南南方共和国临时革命政府主席、越南统一后任国家副主席）的女儿黄兰卿被俘，当即用飞机押往西贡，在战斗现场多架美飞机被击落。事后越共部队发现了黄兰卿的遗体，与其他两具同日牺牲战友的遗体一并安葬。
- 1968年5月，美军上将克雷頓·艾布蘭接替威斯特摩兰以后，7月美军放弃了溪山要点。美国空中骑兵第1师进驻南部东区（即越共第7区），对西贡以北的平隆省、福隆省、西宁省实施“搜索与控制”战略。美军直升机每天都在树梢高度巡逻出击，不放过任何目标，不惜浪费无限量的弹药。11月上旬南方局C12分队（机要工作）遭到袭击，伤亡惨重。
- 1969年3月20日，在对西宁省Cà Tum东北南方局机关几天的空袭与侦察搜索后，美军特种部队在一位情报上校的指挥下乘直升机突入，在南方局机关的警卫第1营（代号D1）与一个卫生所（代号C18）之间的空地上机降。D1的侦察排及时发现了敌情，警卫营迅速展开投入战斗，而C18的警卫部队在美军的后路投入战斗。美军特种部队被迫退入森林，撤回了在Cà Tum的军事基地。南方局机关驻地显然已经暴露了，于是迅速撤到预备驻地——“长山部队”（负责整个胡志明小道的军事运输部队）在西贡河上游靠近越柬边界的K9兵站。几天后，美军突然出动对南方局原驻地进行了毁灭性轰炸，从凌晨1时15分到次日中午，出动40个批次每批次3架B-52轰炸机。越南南方民族解放阵线主席阮友寿的地下防空洞都被摧毁了

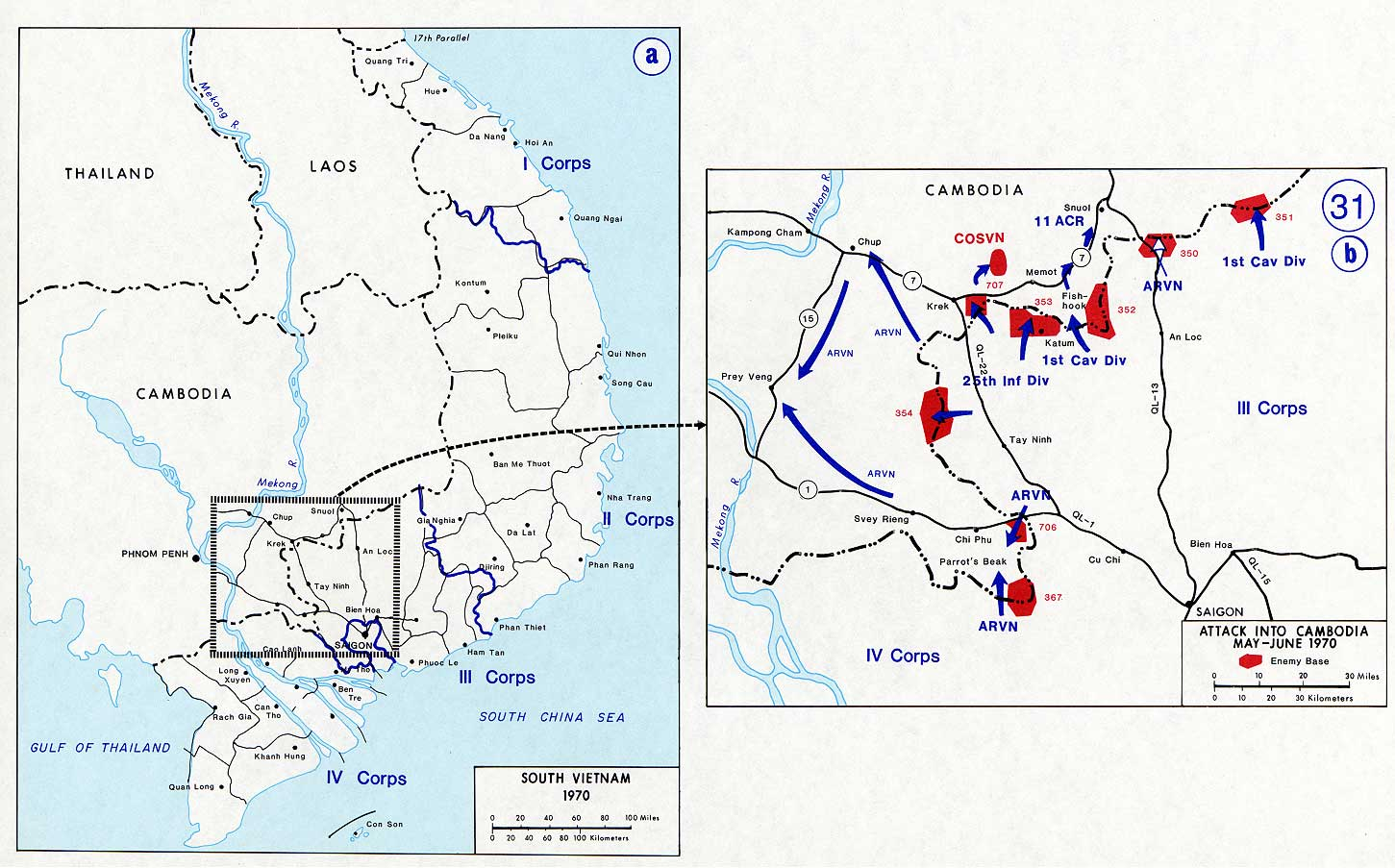
美军把地面战争扩大到柬埔寨

- 1970年5月1日，美军地面部队出动3.4万人，大举跨过越柬边界向柬埔寨的“鱼钩”地区进攻。“鱼钩”地区是柬埔寨磅湛省7号公路以东深入越南的突出部，东与越南平福省，南与越南西宁省接壤，被美国认定是“越共”领导机关与后勤补给的最重要庇护所。而在此前，美国策动了3月18日朗诺元帅发动军事政变推翻了西努克国王在柬埔寨的统治，以消灭“越共”通过磅逊港海路和越柬边界的道路网转运物资。3月20日，美军特种部队乘CH-53机降突袭了西宁省北部的南方局机关，迫使其转移。4月7日，美军试验性攻入柬埔寨境内。4月29日南越政府军4万人越过国境对柬埔寨柴桢省深入越南的突出部--“鹦鹉嘴”地区发动了大规模进攻。4月30日美国东部时间21点，尼克松总统发表全美电视讲话，正式宣布将出兵柬埔寨，彻底铲除“越共”的一切庇护所，消灭越南共产党的“南方中央局”。在尼克松总统发表演说前不到一个小时，基辛格召开新闻记者吹风会，介绍情况。基辛格主动告诫记者，要正确理解总统公开讲话中消灭越南共产党的“南方中央局”这个战役目标，这个“南方中央局”不是丛林中的五角大楼，不是筑有坚固工事的指挥中心，而是不断变换地点的流动总部，你们别指望会攻占这个中央南方局。“我们并不指望能真正俘获这个总部的人员，我们也不知道他们什么时候正好在哪个地区。很可能是当我们打进去的时候，他们已经走了。但我们可以摧毁他们的通讯设施，尤其重要的是破坏他们的补给站。”[1] 美国相信这次战役行动把南方局机关驱赶到柬埔寨的桔井省桔井市附近，南方局的无线电电台通信对上、对下均不能正常联通达两个月，在边界柬方一侧俘获了大批“越共”的大米、枪支、弹药、火箭弹等物资，并缴获了重达“五吨”越共秘密文件。美军通过无线电测向追踪南方局机关的活动迹象，出动B-52轰炸机对柬埔寨东部可疑地区进行地毯式轰炸。为此目的尼克松执政时期在美国空军在柬埔寨共投弹50万吨，是同时期美军轰炸北越投弹量的两倍[2]。
- 1971年1月18日，尼克松与总统核心幕僚研究决定大规模派遣南越军队进入老挝、柬埔寨境内作战，以扭转战局、切断“越共”的补给路线、并真正实现改变越战军队肤色的目的（越南战争越南化）。2月，南越军队同时在南北两线发动了两场进攻战役：第一军区部队在司令黃春覽中将指挥下在老挝境内九号公路地域的蓝山719战役和第三军区部队在司令杜高智中将指挥下在柬埔寨境内攻击桔井市附近“越共”南方局的“全胜1.71”战役。战役打响不久，北线的南越军第一军区部队遭到北越正规军的攻击而受困。南越总统阮文绍急调杜高智北上接管指挥第一军区。杜高智在去柬埔寨磅湛省自己的部队交接工作的途中，乘坐的直升机被“越共”防空火力击落阵亡。杜高智被美国媒体誉为越南的巴顿，水平最高最杰出的将领[3]。随后，执行“全胜1.71”的南越军队遭到敌人的全线反击，被迫撤退，其后卫掩护部队被截断消灭。

## 南方局在柬埔寨
1970年4月7日，南方局机关出发越过了国界与7号公路进入柬埔寨Phumi S'am地区。第一个驻地是代号81的地区，在Phum Mê May附近，在这里遭到美军B-52的猛烈轰炸。到1970年5月底，南方局机关在柬埔寨川龙河（Chhlong，是桔井省与磅湛省的界河）。本来行军路线与宿营地都是计划好的，电台一旦开机就遭到敌机的跟踪，而且路线与外国新闻媒体预测的也没什么不同。1960年6月6日夜，南方局机关渡过湄公河，这是历史上首次突破以前越共武装部队或党的机构不得进入湄公河西岸的禁令。由于南方局C25分队的无线电台在行军路上遭到美军B-52轰炸损失惨重，南方局有60天失去了与越共中央的电讯联系，政治局甚至以为南方局已经遭到不测。依靠磅同省丛林中的“象路”补给，南方局在新的驻地储备了上百吨大米和物资。1971年2月24日，南越军队发起“全胜1.71”进攻迫使南方局撤离驻地，此时南方局机关出境极为困难，除了还剩一些大米和盐，其它物资已经一无所有。但随后由于九号公路大捷以及南越军队的杜高智将军的阵亡，柬埔寨东北部战局彻底逆转，南方局指挥的军队转入反攻，稳定住了战局。
1973年1月28日农历腊月25日，南方局在湄公河西岸驻地杀猪过了一个早年；1月31日（腊月28日），踏上了回国之路。次日渡过湄公河。2月4日南方局在老根据地Chàng Riệt越过了7号公路进抵越柬边界。